# Florian Kohfeldt
Florian Kohfeldt (Siegen, 1982. október 5. –) német labdarúgó, edző.

## Pályafutása

### Játékosként
A Jahn Delmenhorst csapatánál kezdte karrierjét, majd 2001 és 2009 között a Werder Bremen III csapatánál szerepelt. Hamar felismerte, hogy nincsen tehetsége ahhoz, hogy profi labdarúgó legyen. Közben a Brémai Egyetemen végzett tanulmányokat és 2013-ban mesterképzésben Sport- és Egészségtudományi diplomát szerzett.

### Edzőként
2014 és 2016 között az első csapatnál Viktor Szkripnik mellett volt másodedző. 2016. október 2-án bejelentették, hogy a második csapat edzője lett. 2017. október 30-án menesztették az első csapat éléről Alexander Nourit és ő lett az edzője a csapatnak.
2021 október végén a VfL Wolfsburg vezetőedzőjének nevezték ki. 2022. május 15-én felmentették tisztségéből.y 2022 |website=vfl-wolfsburg.de |access-date=15 May 2022}}</ref> 2023 júniusában a belga KAS Eupen szerződtette. 2024 márciusában lemondott. Szeptemberében a Darmstadt 98 csapatának lett a vezetőedzője.

## Edzői statisztika
2020. július 6-án lett frissítve.
| Csapat           | Nemzet   | –tól              | –ig               | Mérleg | Mérleg | Mérleg | Mérleg     | Mérleg | Mérleg | Mérleg | Mérleg |
| M                | GY       | D                 | V                 | RG     | KG     | +/-    | Győzelem % |        |        |        |        |
| ---------------- | -------- | ----------------- | ----------------- | ------ | ------ | ------ | ---------- | ------ | ------ | ------ | ------ |
| Werder Bremen II | német    | 2016. október 2.  | 2019. október 29. | 42     | 12     | 14     | 16         | 36     | 48     | −12    | 28.57  |
| Werder Bremen    | német    | 2017. október 30. | jelenlegi         | 105    | 39     | 28     | 38         | 172    | 168    | +4     | 37.14  |
| összesen         | összesen | összesen          | összesen          | 147    | 51     | 42     | 54         | 208    | 216    | −8     | 34.69  |